# Miss Teen Supranational
Miss Teen Supranational es un concurso de belleza internacional para adolescentes de entre 15–19 años, dirigido por su fundador Rodrigo Moreira.
La actual Miss Teen Supranational es Daniela Jiménez de Ecuador, electa el 24 de noviembre de 2024, en Lima, Perú.

## Historia
El certamen fue fundado el 1 de marzo de 2018, el lanzamiento se celebró en noviembre del mismo año, cuando fue coronada la puertorriqueña Zahira Pérez en Ciudad de Panamá, Panamá. Sin embargo no fue hasta el 22 de octubre de 2019, que Rodrigo Moreira, fundador del concurso presentó la solicitud del trámite de registro de marca que fue publicada en la Gaceta de Propiedad Intelectual no. 664, concedida en julio de 2020 por la Dirección Nacional de Propiedad Industrial del  Servicio Nacional de Derechos Intelectuales (SENADI) de Ecuador. También tiene todos los derechos de propiedad intelectual en el Registro de la Propiedad Intelectual de  Guatemala y el  Instituto Nacional de Propiedad Industrial (INPI) de Brasil.

## Ganadoras
| # | Año  | Miss Teen Supranational         | País / Territorio    | Sede del Evento    | Ref.                        |
| - | ---- | ------------------------------- | -------------------- | ------------------ | --------------------------- |
| 1 | 2018 | Zahira Mariel Pérez Gerena      | Puerto Rico          | Panamá, Panamá     | [ 5 ]                       |
| 2 | 2019 | Anna Laura Agürto Ríos          | Panamá               | Guayaquil, Ecuador | [ 6 ]                       |
| 3 | 2020 | Yianaliz Moquete                | República Dominicana | Guayaquil, Ecuador | [ 7 ]                       |
| 4 | 2021 | Kate Melissa Mayta Del Río      | Perú                 | Guayaquil, Ecuador | [ 8 ] [ 9 ] [ 10 ]          |
| 5 | 2022 | Frany Eliana Delgado Quiñónez   | Ecuador              | Guayaquil, Ecuador | [ 11 ] [ 12 ] [ 13 ] [ 14 ] |
| 6 | 2023 | Lorena Ruiz Sánchez             | España               | Guayaquil, Ecuador | [ 15 ] [ 16 ] [ 17 ] [ 18 ] |
| 7 | 2024 | Daniela Beatriz Jiménez Carrión | Ecuador              | Lima, Perú         | [ 19 ]                      |

### Número de coronas por país
| País                 | Títulos | Años       |
| -------------------- | ------- | ---------- |
| Ecuador              | 2       | 2022, 2024 |
| España               | 1       | 2023       |
| Perú                 | 1       | 2021       |
| República Dominicana | 1       | 2020       |
| Panamá               | 1       | 2019       |
| Puerto Rico          | 1       | 2018       |

## Concursantes Notables
- Zahira Pérez Miss Teen Supranational 2018, representará a Puerto Rico en Miss Internacional 2024.[20][21][22]
- Kate Mayta del Río Miss Teen Supranational 2021, es presentadora de América Televisión.[23][24]
- Frany Delgado Miss Teen Supranational 2022, Reina de Esmeraldas 2024.[25][26]